# Ivica Tončev

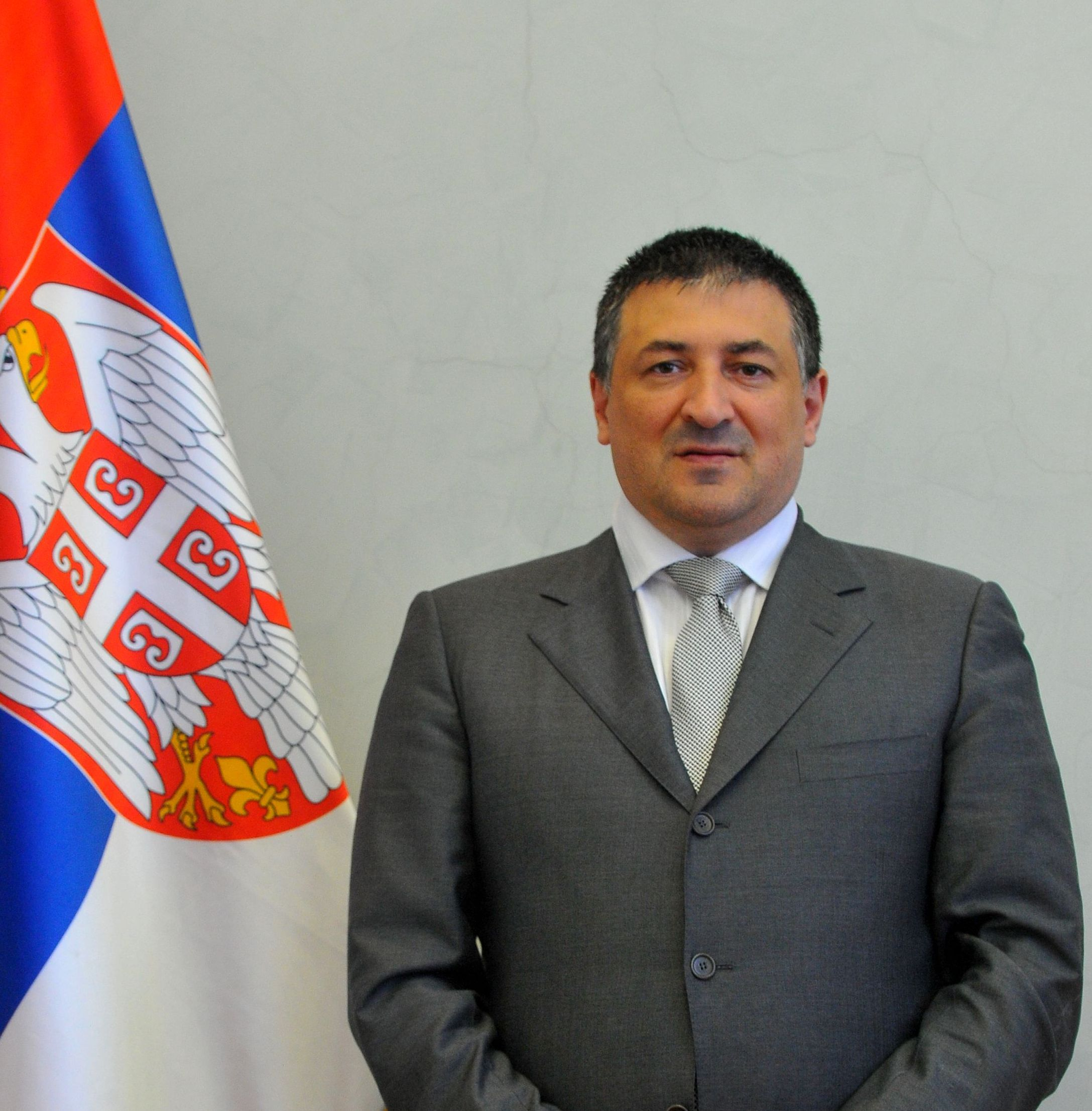
Ivica Tončev, 2013

Ivica Tončev (* 17. November 1968 in Niš) ist ein serbischer Politiker.

## Leben
Tončev absolvierte die Grund- und Mittelschulausbildung in seiner Heimatstadt Surdulica, seine Hochschulausbildung schloss er an der Universität Megatrend in Belgrad ab.
Seit der Zeit, als die Sozialistische Partei Serbiens sich in der Opposition befand, beschäftigt sich Tončev in Serbien aktiv mit der Politik. Seit 2008 führte er einige hohe Staatsverpflichtungen aus, von welchen die wichtigste die Funktion des Beraters für die nationale Sicherheit des Premierministers Serbiens war. Tončev ist einer der wichtigsten Berater des Führers der Sozialistischen Partei Serbiens, Ivica Dačić. Zurzeit ist er sein spezieller Berater im Kabinett vom ersten Stellvertreter des Ministerpräsidenten der Regierung Serbiens. Vor der aktiven Beschäftigung mit der Politik erreichte Tončev in Österreich, wo sich auch heute noch einer seiner Wohnsitze befindet, viel in den Bereichen des privaten Business.
Von November 2012 bis Sommer 2015 führte Ivica Tončev die Funktion des stellvertretenden Präsidenten des Fußballvereins FK Roter Stern Belgrad aus. In diesem Zeitraum erzielten sie auch den Meisterschaftstitel (Saison 2013/14).
2013 war er Beschuldigungen ausgesetzt, dass sein Universitätsdiplom nicht valide sei, aber nach der Untersuchung seitens der staatlichen Organe stellte sich heraus, dass dies nicht wahr ist.
Ivica Tončev ist seit 2016 Staatssekretär im Ministerium für auswärtige Angelegenheiten der Republik Serbien.
Er ist der Präsident des FK Radnički Niš.

## Familie und Freunde
Ivica Tončev ist verheiratet und Vater von drei Kindern. In der Öffentlichkeit ist er auch als naher Freund von Srdjan Đoković, Vater des Tennisspielers Novak Đoković, bekannt.